# Hopkins (Caroline du Sud)
Pour les articles homonymes, voir Hopkins.
Hopkins est une census-designated place située dans le comté de Richland, dans l’État de Caroline du Sud, aux États-Unis. Lors du recensement de 2020, elle comptait 2 514 habitants.